# Cyrtopodium longibulbosum
Cyrtopodium longibulbosum là một loài thực vật có hoa trong họ Lan. Loài này được Dodson & G.A.Romero mô tả khoa học đầu tiên năm 1993.